# 유대주의자
유대주의자(Judaizers)란 모세의 율법과 같은 유대주의 관습과 의식들을 받아들인 기독교인들에 대한 용어이다. 그들은 자신들이 유대인이 아닌 것과 종종 자신들을 이스라엘의 잃어버린 족속들의 후손이라고 인정한다는 점에서 유대주의 기독교인과 구별된다. 
유대주의자라는 이 용어는 갈라디아서 2장 14절에서 Ἰουδαΐζειν(Ioudaizein)라는 코이네 헬라어로  한번 사용되었다. 여기서 바울은 베드로가 개종한 이방인들에게 유대인화되는 것에 공개적으로 경계하였다. 
 
그러므로 나는 그들이 복음의 진리를 따라 바르게 행하지 아니함을 보고 모든 자 앞에서 게바에게 이르되 네가 유대인으로서 이방인을 따르고 유대인답게 살지 아니하면서 어찌하여 억지로 이방인을 유대인답게 살게 하려느냐 하였노라.— 갈 2:14.

## 같이 보기
- 유대교와 기독교
- 기독교 시온주의
- 유대 기독교인
- 유대-기독교
- 메시아 유대교